# Laguna Larga
Laguna Larga é uma localidade argentina localizada na Impira Pedanía do departamento de Río Segundo , Córdoba ;  55 km da capital de Córdoba .
Fica ao lado da RN 9 e a 4 km da Rodovia Córdoba-Rosário ;  12 km da RP 10, que se conecta com o RN 158 do Mercosul .

Sua planta urbana tem 150 ha , em tabuleiro de xadrez com uma rua de serviço que se divide em dois blocos menores, com 225 blocos.  O RN 9 paralelo aos trilhos do NCA divide a cidade ao norte e ao sul da rota.  São dois setores estruturados urbanisticamente.  O norte tem mais atividade econômica, o sul é basicamente residencial.